# Вернор Винџ
Вернор Винџ (енгл. Vernor Steffen Vinge; Вокиша, 2. октобар 1944 — Ла Хоја, 20. март 2024) био је амерички писац научне фантастике. Дугогодишњи је професор математике и информатике на Државном универзитету у Сан Дијегу.

## Биографија
Вернор Винџ рођен је у Вокиши у држави Висконсин. Завршио је Државни универзитет у Мичигену. Примарно занимање му је професор математике је писац научне фантастике. Изузетан је стручњак за информатику, вештачку интелигенцију, изучава људске потенцијале. Често држи предавања на ове теме као њихов добар познавалац. Последњих година се бави искључиво писањем иако је дугогодишњи професор математике и информатике на Државном универзитету у Сан Дијегу. Написао је велики број кратких прича.

### Награде
Добитник је награде Хуго 1992. године за роман Пламен на понором (енгл. A Fire Upon the Deep). Још три његова романа су номинована за исту награду. Године 1999. је поново добио награду Хуго за роман A Deepness in the Sky. A Deepness in the Sky добија 1999. године и награду Небјула

## Одабрана библиографија
Вернор Винџ је писао романе, кратке приче.

### Романи
- Grimm's World (1969)
- The Witling (1976)
- The Peace War (1984)
- Marooned in Realtime (1986)
- Пламен над понором (A Fire upon the Deep, 1992)
- A Deepness in the Sky (1999)
- Rainbows End (2006)
- The Children of the Sky (2011)

### Приче
- Apartness (1965)
- Bookworm, Run! (1966)
- Bomb Scare (1970)
- The Science Fair (1971)
- Original Sin (1972)
- The Peddler's Apprentice (1975)
- A Dry Martini (2002)
- Legale (2017)

### Есеји
- Afterword to "Nightflyers" (1981)
- First Word (1983)
- Read This (2001)
- Introduction (Insistence of Vision) (2016)

### Збирке прича
- True Names... and Other Dangers (1987)
- Threats... and Other Promises (1988)
- The Collected Stories of Vernor Vinge (2004)